# St. Marien (Plau am See)

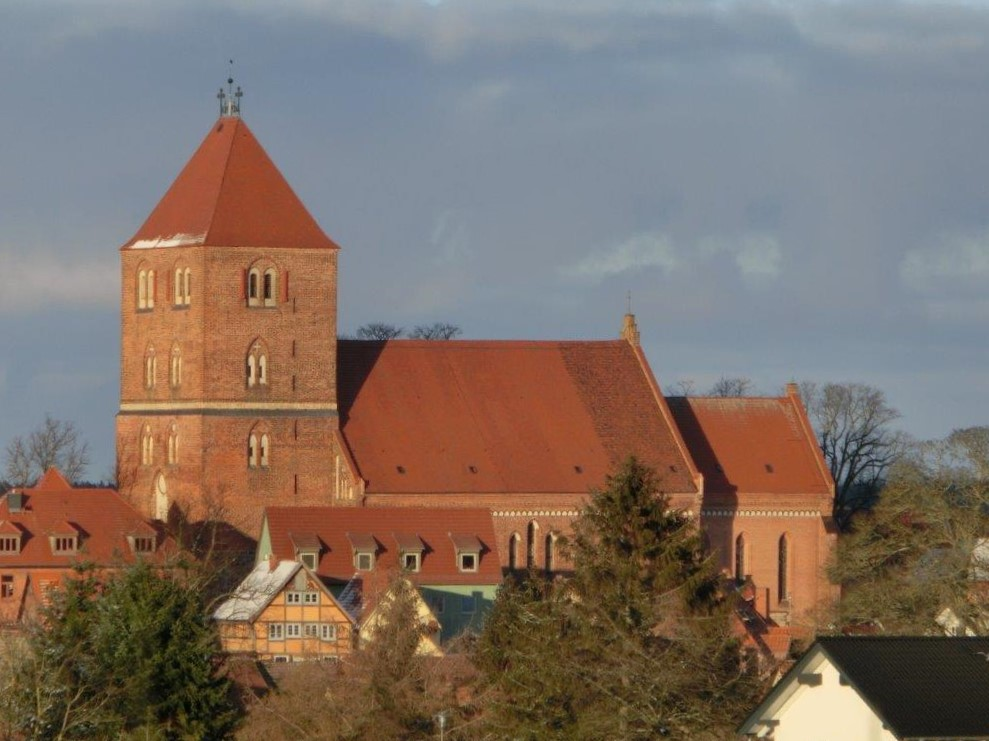
Marienkirche Plau (2021)

Die Pfarrkirche St. Marien ist ein 800 Jahre alter Kirchenbau in Plau am See, Südmecklenburg. Die Stiftung zur Bewahrung kirchlicher Baudenkmäler in Deutschland wählte sie zur Kirche des Jahres 2012.

## Geschichte

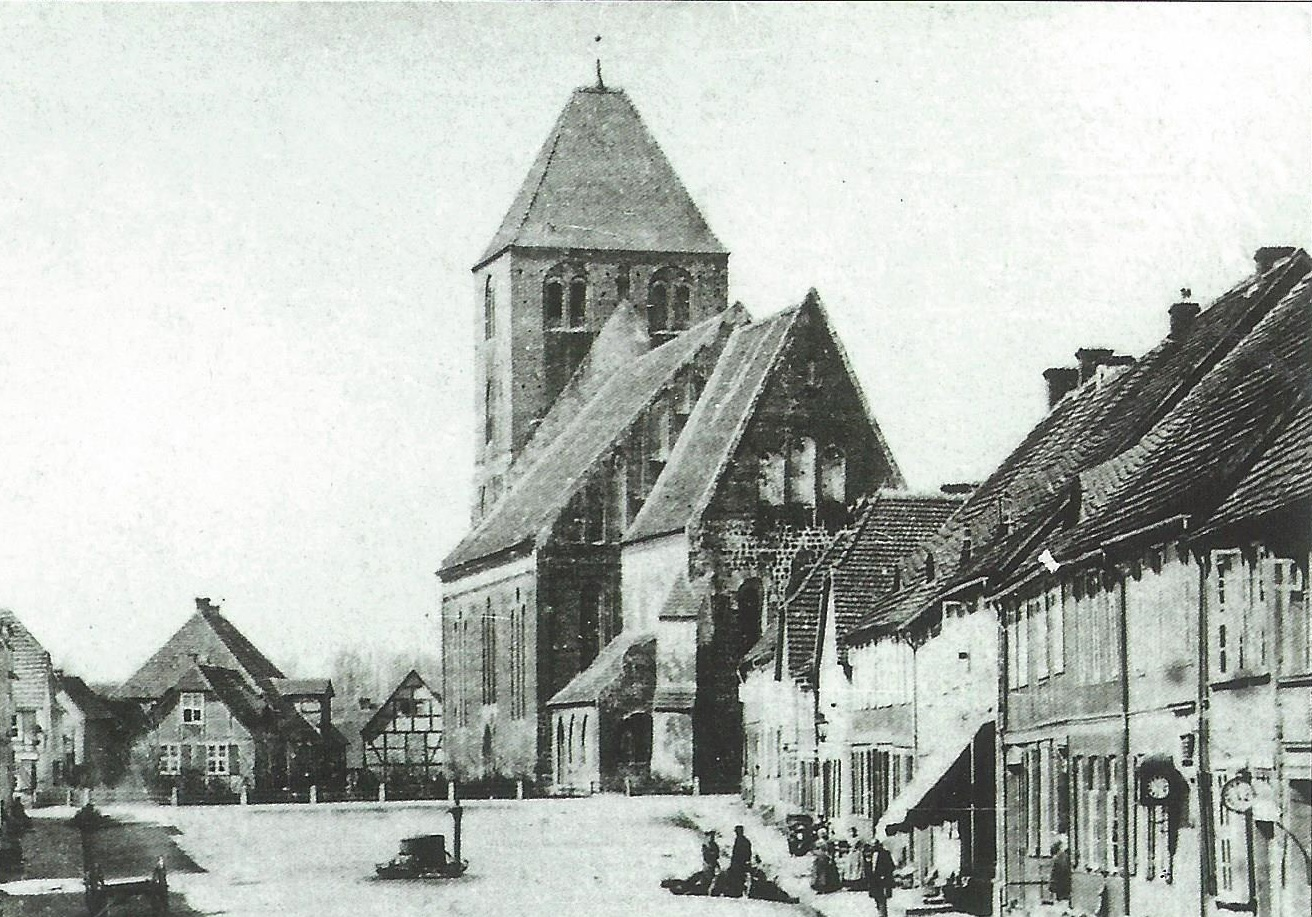
Marienkirche und Marktplatz (vor 1877)

Nachdem Sachsenherzog Heinrich der Löwe in einem Feldzug 1160 die slawischen Stämme im Gebiet des heutigen Mecklenburg gewaltsam unterworfen hatte, setzte er in den Hauptzentren des Landes Vögte ein, um seine Herrschaft zu fundieren, so auch auf der Burg Quetzin. Ab etwa 1218 zogen Siedler vorwiegend aus dem lauenburgischen und westfälischen Raum in die Region. Sie waren es, die, unterstützt durch die Lehnsherren, den alten Ort Plawe (= Flößort, Ort am Wasser). zu einer mit zahlreichen Privilegien ausgestatteten Stadt ausbauten. Um 1225 legten sie den Grundstein für die Marienkirche, einer Hallenkirche westfälischen Typs, in einem Mischstil von Romanik und Gotik. Ende des 13. Jahrhunderts war der für den kleinen Ort scheinbar viel zu große Bau vollendet. Eine Urkunde von 1235 nennt Pfarrer Hermanus de Plawe als ersten Geistlichen von Plau, der am 3. August 1235 bei seinem Schweriner Bischof Brunward in Warin war.
Die Reformation erreichte die Stadt im Jahr 1532. Herzog Heinrich V., „der Friedfertige“, der oft auf seiner Lieblingsburg in Plau weilte, setzte seinen Hofprediger Johann Wegener, einen ehemaligen Franziskaner, als ersten evangelischen Pastor ein. Mit der Reformation änderte sich die Gottesdienstordnung, Veränderungen in der Einrichtung des Kircheninneren gab es in Mecklenburg zunächst nur wenige. Aber Ereignisse anderer Art hinterließen ihre Spuren: 1631 verschanzten sich schwedische Truppen auf dem Kirchturm und beschossen die Burg, von wo aus die kaiserlichen Truppen auf die Kirche zielten; 1696 brannte der Turm mit seiner „schönen hohen Spitze“ vollständig aus; 1726 verbrannte der alte Marienaltar und 1756 das Kirchendach. 1877 bis 1879 unterzog man die Kirche einer umfassenden Restaurierung, die auch tief in die Bausubstanz eingriff. Der aus Feldsteinen errichtete romanische Chor wurde weitgehend abgetragen und im Stil der Neugotik neu aufgebaut, das 1696 zerstörte Turmgewölbe erneuert, der Turmraum durch ein zweites Portal geteilt, die Ausmalung völlig neu gestaltet und auch ein neues Gestühl mit umfangreichen Emporen eingebaut. Neben Theodor Krüger waren noch die Baumeister Eugen Müschen und Carl Voss beteiligt. In den vergangenen Jahren wurden große Teile der Kirche umfassend saniert und erneuert: 1996 Umrüstung der Heizung auf Gasbetrieb, 1998 Erneuerung von Elektroanlage und Beleuchtung, 2000/04 Restaurierung aller Kirchenfenster, 2001/02 Erneuerung der Glockenanlage und Restaurierung von zwei Glocken, 2004 Renovierung und Ausstattung der Sakristei, 2005 Einbau einer neuen Tonanlage, 2006 Dachstuhl und Neueindeckung Süddach Chor, 2008 Dach und Fassade Sakristei, 2009 Dach und Fassade Kirchenschiff. Mit dem Abschluss der Sanierung des Kirchturmes im Herbst 2012 konnte die Außensanierung der Kirche abgeschlossen werden. Alljährlich im November feiert die Kirchengemeinde seither den Baudankgottesdienst. Die Ausmalung des Chors wurde von Juli bis Dezember 2016 saniert. Die im September 2020 begonnene umfangreiche Restaurierung der Ausmalung des Kirchenschiffes konnte im August 2021 beendet werden.
Am 7. September 2007 gründete sich der Förderverein St. Marien e. V. mit dem Ziel, die Sanierungsmaßnahmen zu begleiten und zu unterstützen. Zum Vorsitzenden gewählt wurde Rüdiger Döhler, der das Amt wegen beruflicher Veränderungen nicht antreten konnte. An seine Stelle trat der frühere Bürgermeister Axel Tohtz. Im Januar 2018 folgte ihm der Diakon Harald Kleinert, der 2020 und erneut 2024 für jeweils vier Jahre wiedergewählt wurde.

## Gebäude

### Kirchturm

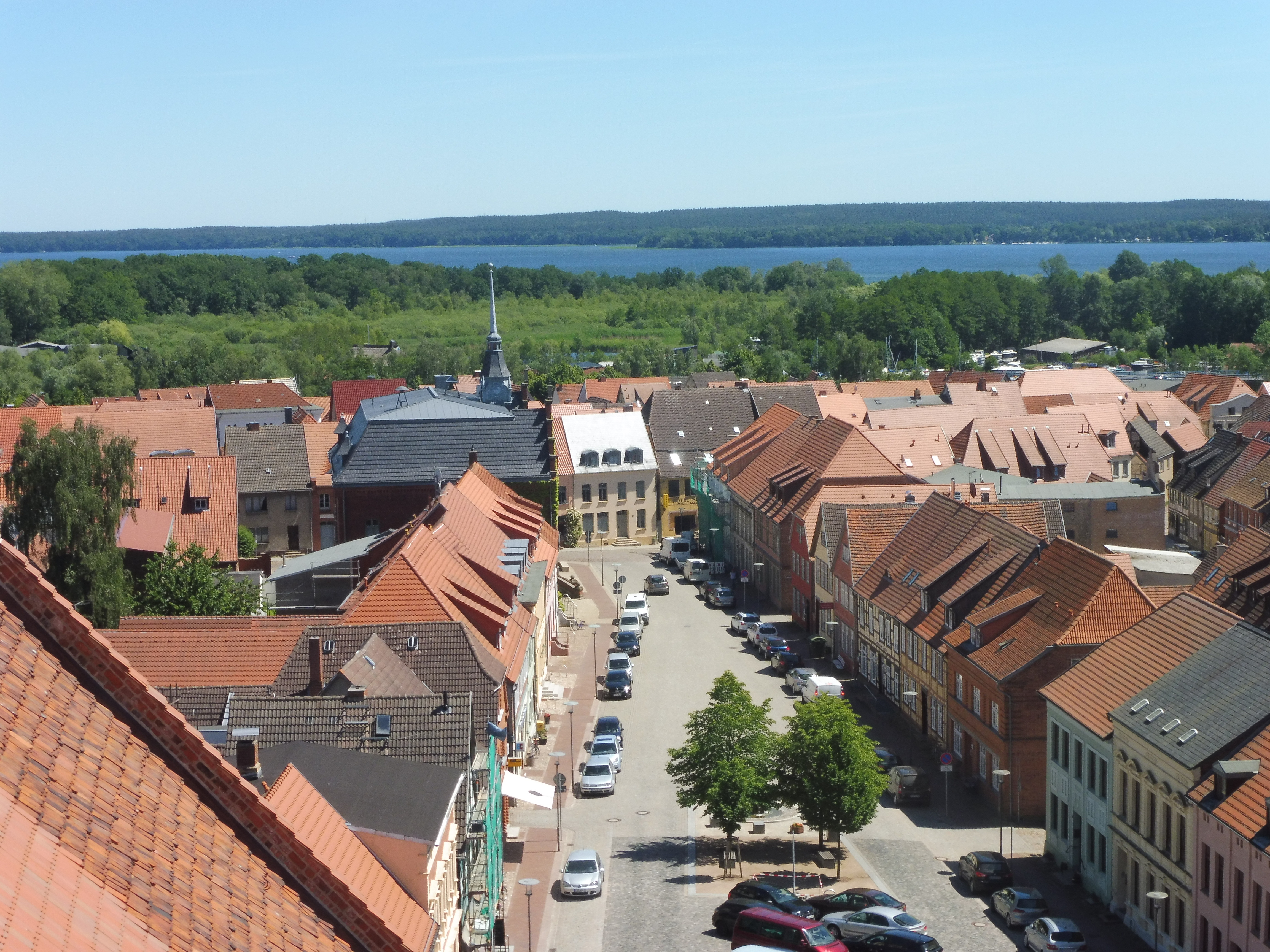
Blick nach Osten (2018)

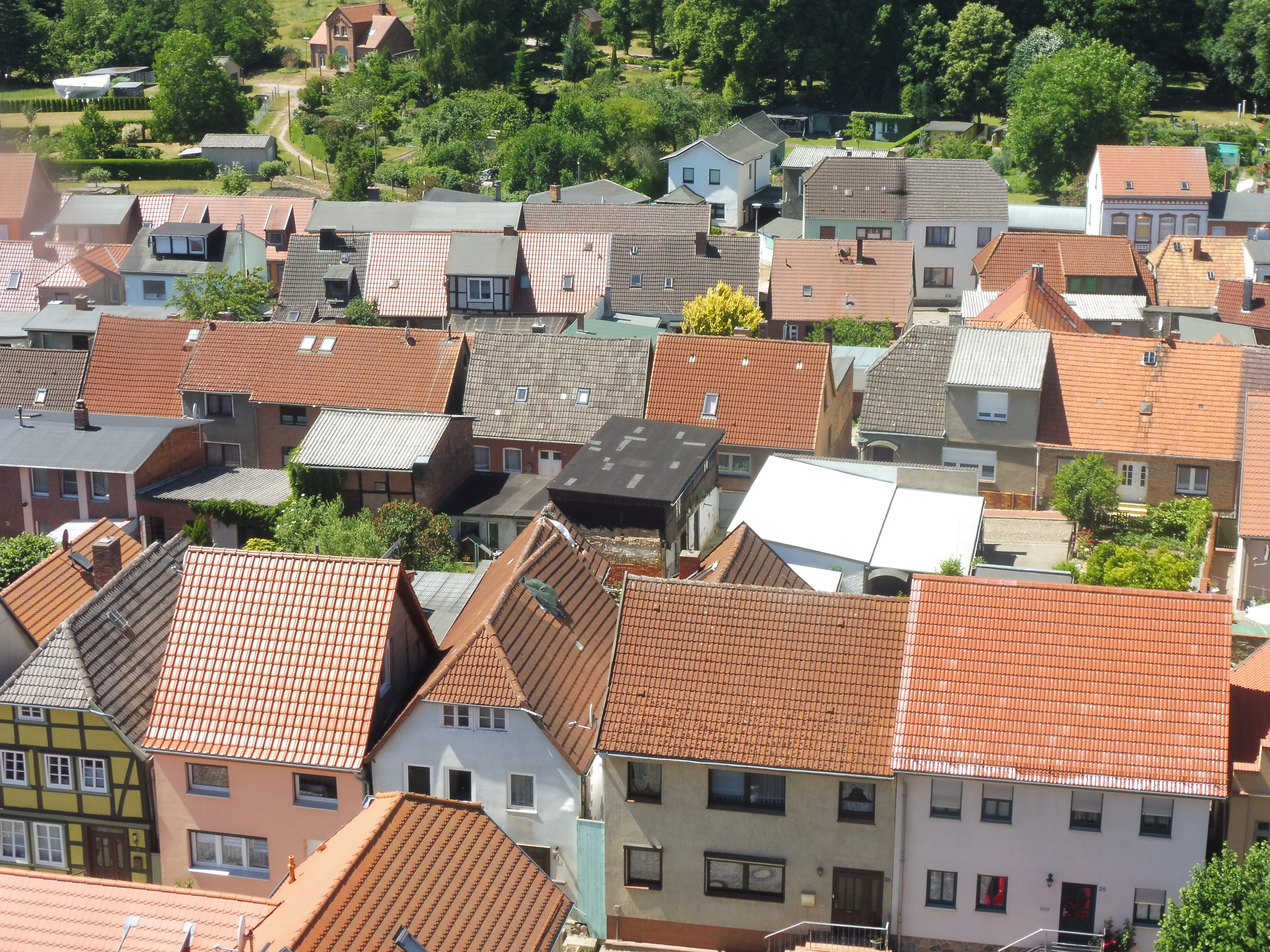
Westliche Altstadt (2018)

Das aus Feldsteinen gefügte untere Turmgeschoss wurde Ende des 13. Jahrhunderts gebaut, der obere Turmabschluss erhielt sein heutiges Aussehen nach dem großen Brand von 1696.
In der Turmhalle sind zwei Grabplatten aus dem 18. Jahrhundert aufgestellt. Zwei Holztafeln erinnern an die Befreiungskriege und den Deutsch-Französischen Krieg von 1870/71. Außerdem erinnert eine 1922 von dem Plauer Bildhauer Wilhelm Wandschneider geschaffene Pietà an die 146 im Ersten Weltkrieg gefallenen Plauer. Im Zwischenraum des Turmes steht in einer Wandnische Mose mit den Tafeln der Zehn Gebote. Die Figur war einst Träger der alten barocken Kanzel, daher auch das seltsam anmutende Kissen auf seinem Kopf.
119 Stufen führen auf den ca. 41 m hohen Turm. Aus einer Höhe von ca. 30 m blickt man über die Dächer der Stadt und ihre Umgebung mit dem Plauer See.
Das Dachgebälk aus mächtigen Eichenbalken trägt ein Geläut aus drei Bronzeglocken aus den Jahren 1522, 1700 und 1963. Die älteste und kleinste (380 kg) gehörte bis 1648 in die später abgetragene Dorfkirche St. Nikolai zu Quetzin. Sie ist letztes erhaltenes Erinnerungszeichen dieser Kirche und kam um 1700 in den Turm der Kirche St. Marien. In jenem Jahr wurden drei neue Glocken gegossen, von denen die mittlere (1.200 kg) erhalten blieb. Als Ersatz zweier im Zweiten Weltkrieg eingeschmolzenen Glocken wurde 1963 von der Glockengießer-Familie Schilling in Apolda eine neue Bronze-Kirchenglocke mit dem Schlagton a0 gegossen; mit 4.097 kg ist sie eine der größten in Mecklenburg. Die beiden älteren Glocken wurden nach ihrer aufwändigen Restaurierung im Mai 2002 neu geweiht.

### Kirchenschiff

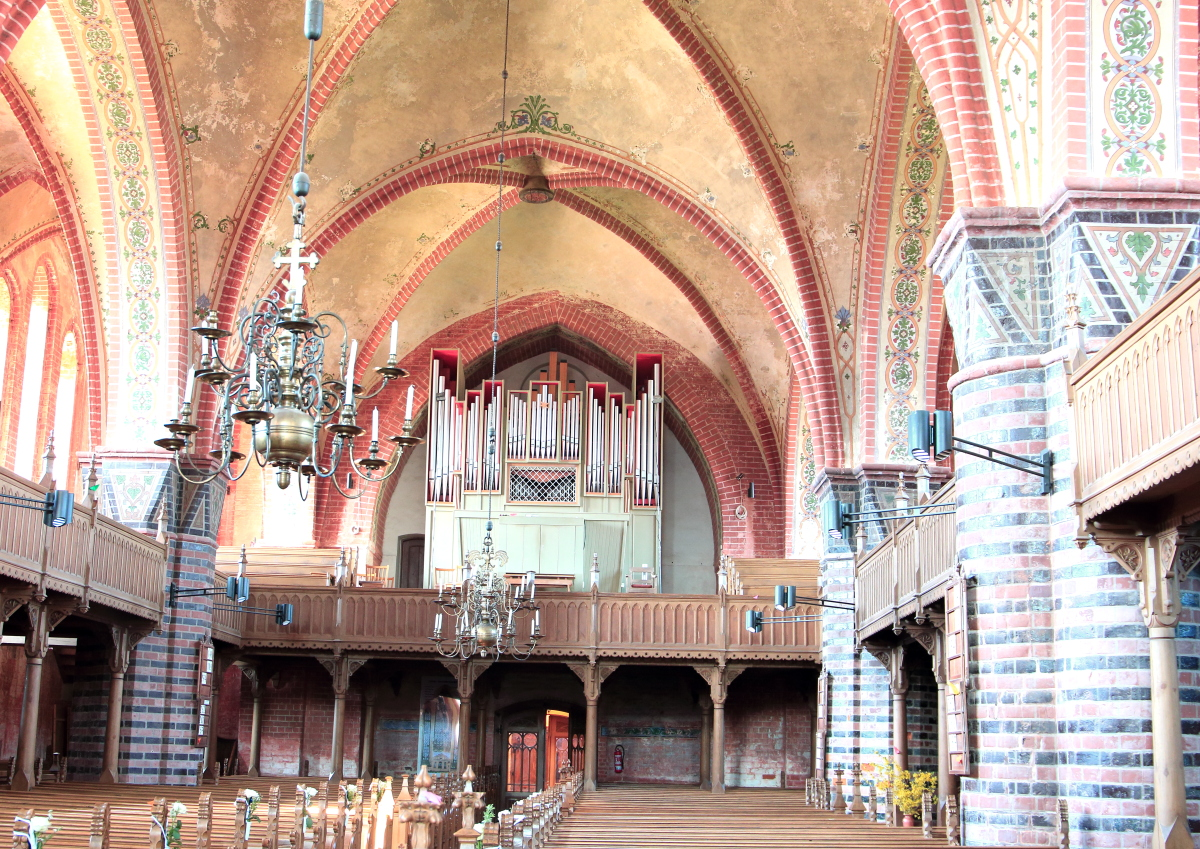
Kirchenschiff (2018 vor Sanierung)

Nachdem man unter der Orgelempore hindurch in den im Sinne der Trinität Gottes errichteten Kirchenraum tritt, öffnet sich der Blick in die dreischiffige, dreijochige Hallenkirche mit ihrer neugotischen Ausstattung. Die vier mächtigen romanischen Bündelpfeiler mit den Trapezkapitellen tragen ein gotisches Kreuzrippengewölbe aus dem 14. Jahrhundert. Auf dem Gestühl ist die Beschriftung einer ehemaligen Sitzordnung teilweise erhalten. Bis 1923 waren ca. 75 % der 1.100 Plätze an Ämter, Innungen, Familien und Privatpersonen vermietet. „Tischler-Amt“, „Schneider-Innung“, „Tuchmacher-Amt“, „Aelterleute der Metallarbeiter“, „Lehrer-Stuhl“, „Schlachter-Frauen“, „Amtsrichter“, „Magistrat“ und andere Bezeichnungen künden von Handwerk, Industrie und Verwaltung in der Stadt.
Der erste 16-armige Kronleuchter mit einem doppelköpfigen Adler als Bekrönung ist eine Stiftung des Güstrower Kupferschmiedes Johann Christian Richter aus dem Jahr 1728, den zweiten, ähnlichen Leuchter fertigte 1885 der Plauer Gelbgießer Theodor Lippert.
Die Orgel wurde 1980 auf Basis der alten Orgel von Friedrich Friese III (1879) von der Plauer Firma Nußbücker (Mecklenburger Orgelbau) umgebaut und erweitert. Mit 27 Registern und mehr als 1.500 Pfeifen wird sie u. a. für Konzerte im alljährlichen „Plauer Musiksommer“ genutzt.

### Altarraum

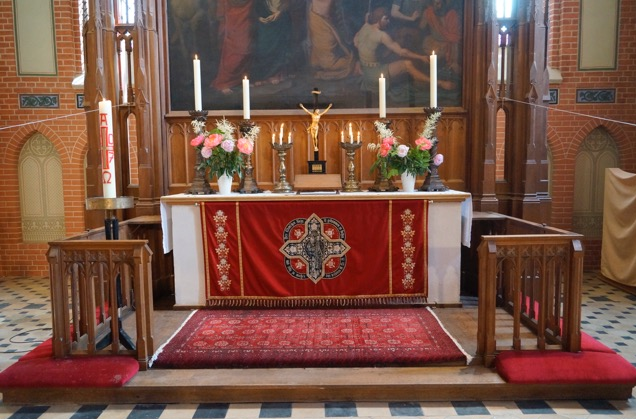
Altar im Pfingstschmuck (2017)

Der Altarraum wurde in den Jahren 1877/79 weitgehend neu mit einer ungewöhnlichen Deckenkonstruktion wieder aufgebaut. Teile der Südwand mit einer durch einen Vorbau verdeckten Priesterpforte und der Nordwand blieben in der ursprünglichen romanischen Bauweise erhalten.
Den Altar schmückt ein von der Plauerin Sophie Micheel 1863 gestiftetes und von dem in Plau geborenen Maler Friedrich Lange in Rom gemaltes Bild der Kreuzigung Jesu. In der Mitte des Raumes steht eine bronzene Fünte in Kelchform. Sie ist mit zahlreichen Reliefs – darunter das mecklenburgische Wappen – und einer niederdeutschen Inschrift verziert. Evert Wichtendal goss sie 1570 in der Geschützgießerei der Plauer Burg.
Über der Fünte hängt ein neunarmiger Marienleuchter, der als Bekrönung die Muttergottes in einer Strahlenmandorla trägt. Er datiert aus vorreformatorischer Zeit.
Elf in den Wandnischen des Altarraumes angebrachte reliefgeschnitzte Figuren von Aposteln und Evangelisten (Reste der barocken Kanzel) wurden im Sommer 1998 gestohlen (siehe Portal:Mecklenburg-Vorpommern/Liste der Kulturgutverluste#1998).

### Sakristei

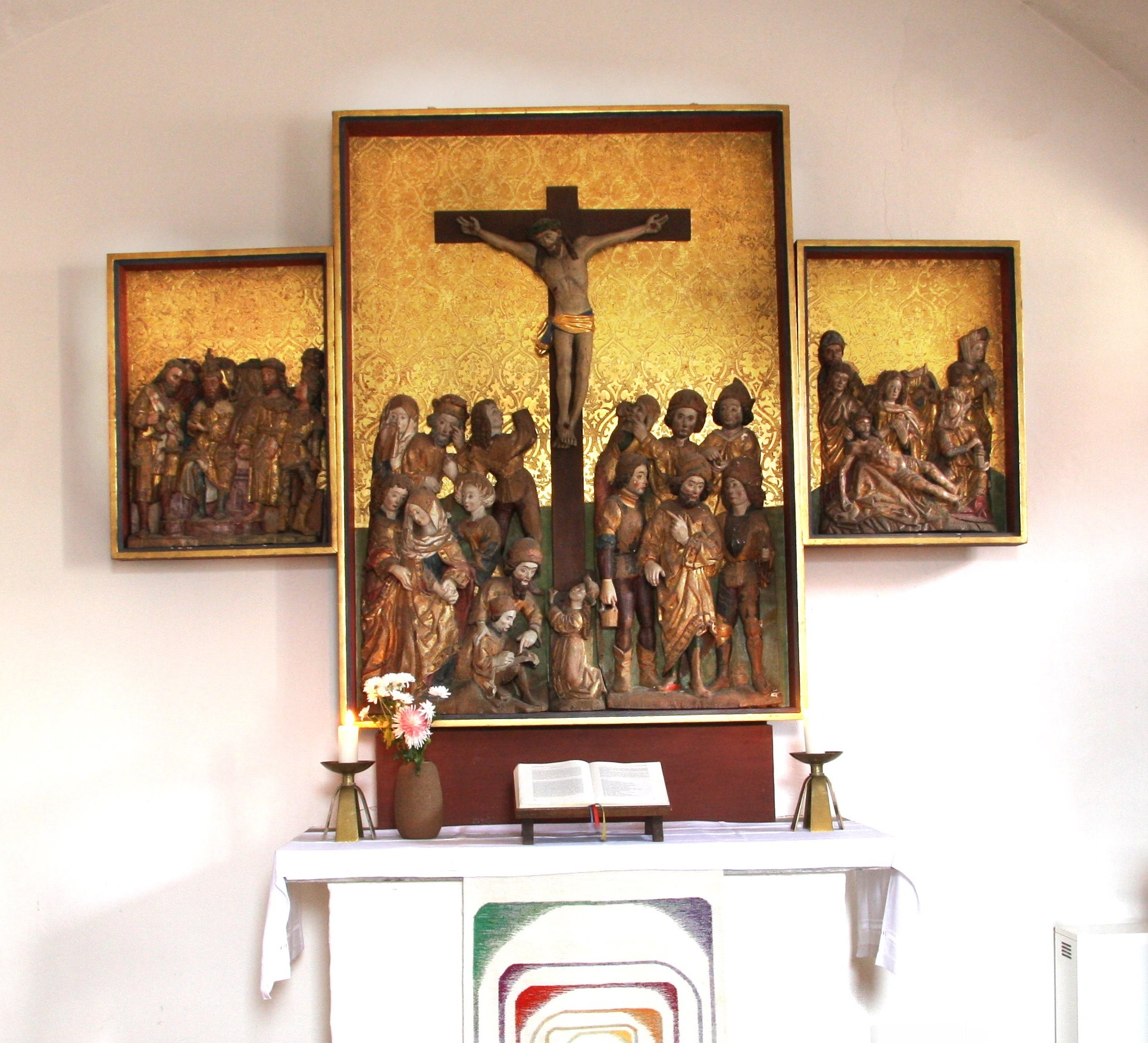
Altar in der Sakristei (2013)

Als ein zweijochiger Anbau aus dem 14. Jahrhundert hat die Sakristei ihren ursprünglichen Charakter bis heute bewahrt. Sie wird heute als Raum der Stille genutzt.
Ein in Teilen überlieferter Schnitzaltar, der um das Jahr 1480 wahrscheinlich in der Lübecker Werkstatt des Henning von der Heide entstand, wurde 1976 neu geweiht. Der Mittelteil zeigt die Kreuzigungsszene in Figuren, die Gefühle von Schmerz, Trauer und Verzweiflung, aber auch von Ratlosigkeit, Spott und Verhöhnung zeigen.
Die erhaltenen Seitenflügel zeigen die Handwaschung des Pontius Pilatus und die Beweinung Christi nach der Kreuzabnahme. Beide wurden im Sommer 1998 bei einem nächtlichen Einbruch geraubt, konnten aber vier Jahre später in einem Auktionshaus in Rouen sichergestellt werden. Nach einer Renovierung wird die Sakristei seit 2004 wieder genutzt.
Der Altar ist 2025 restauriert worden und befindet sich bis zur Renovierung der Sakristei vorläufig im Altarraum der Kirche.

## Gemeindeleben

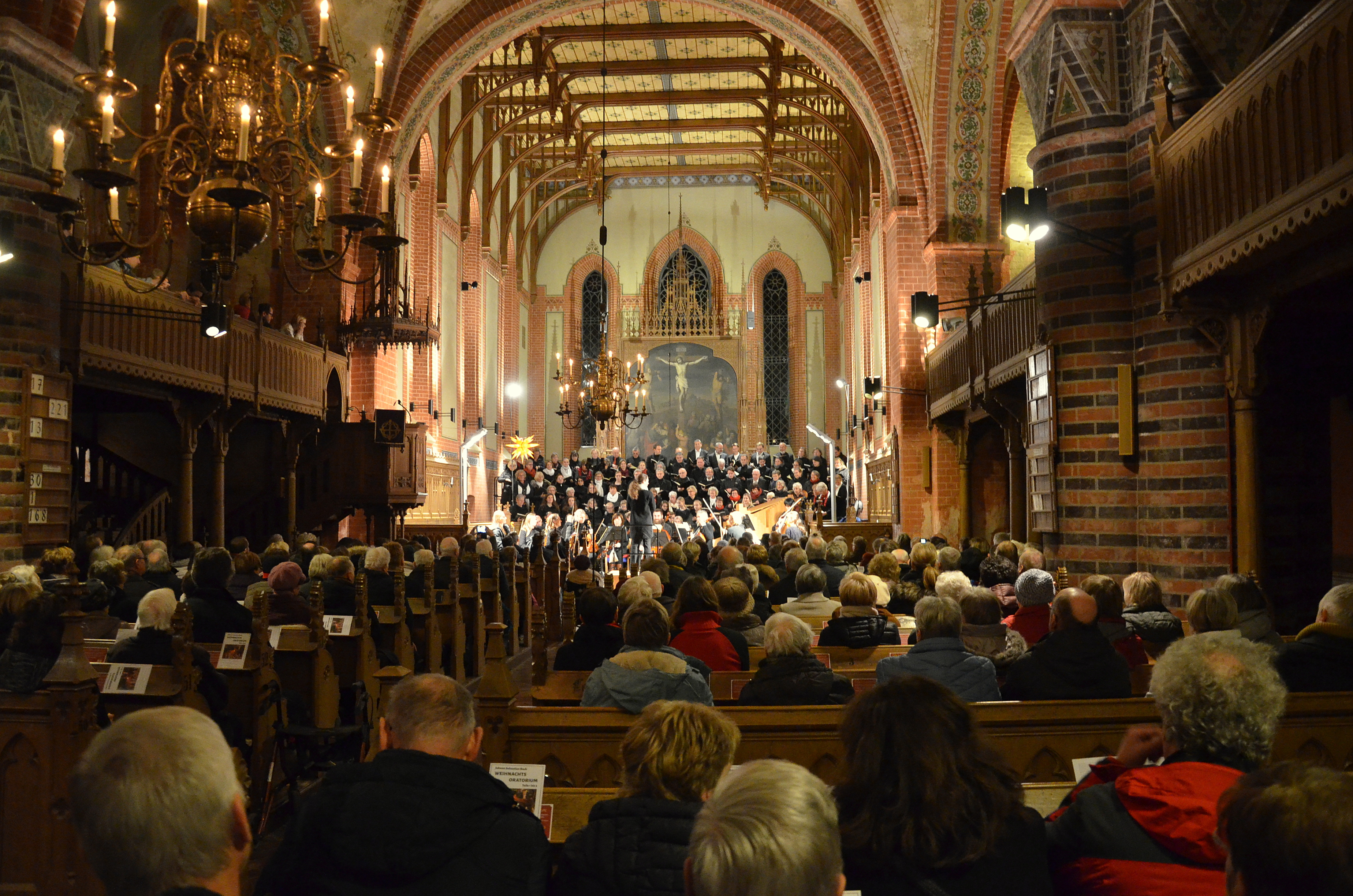
Weihnachtsoratorium (2018)

Sonn- und feiertags finden hier evangelische Gottesdienste statt.
In der Kirchgemeinde mit etwa 1.300 Gemeindegliedern sind eine Reihe von Gruppen, Kreisen und Chören tätig. Es bestehen vielfältige Angebote, so auch die ca. 20 Konzerte pro Jahr. Partnerschaftliche Beziehungen bestehen seit 1979 zur evangelischen Stadtgemeinde Hersbruck in Franken.
Mit Jahresbeginn 2005 wurden die Kirchgemeinden Plau am See und Barkow/Broock zu verbundenen Gemeinden mit Pfarrsitz in Plau erklärt. Beide Gemeinden fusionieren mit Datum vom 1. Juli 2025. Die Gemeinde gehört zur Kirchenregion Parchim im Kirchenkreis Mecklenburg der Evangelisch-Lutherischen Kirche in Norddeutschland (Nordkirche).
Die Mecklenburgische Genossenschaft des Johanniterordens begeht in unregelmäßigen Abständen ihren Gottesdienst zum alljährlichen Rittertag in der Plauer Marienkirche.

## Pastoren

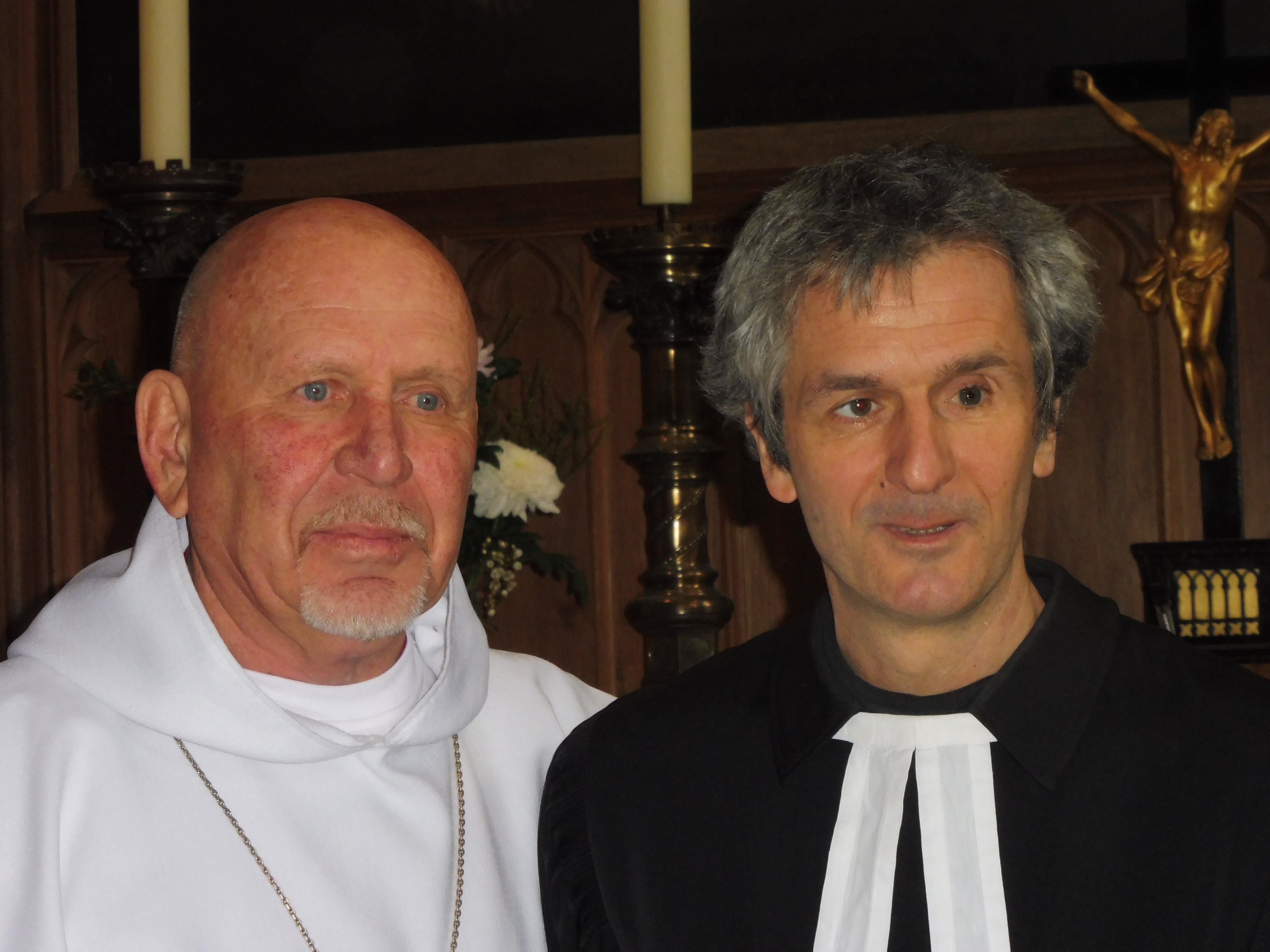
Erzbischof Novgorodov und Pastor Poppe (2019)

### Gedruckte Quellen
- Mecklenburgisches Urkundenbuch (MUB)
- Mecklenburgische Jahrbücher (MJB)

### Ungedruckte Quellen
- Landeshauptarchiv Schwerin (LHAS)
- Landeskirchliches Archiv Schwerin (LKAS)